# محمد سيف (لاعب كرة قدم مالديفي)
محمد سيف مواليد 17 مارس 1994 في المالديف، هو لاعب كرة قدم مالديفي. يلعب كمدافع في صفوف نادي جرين ستريتس.

## السيرة الذاتية
انضم إلى نادي فالنسيا المالديفي في عام 2012 ولعب على مستوى الشباب قبل انتقاله إلى الفريق الأول تحت قيادة المدرب إبراهيم آصف. كما لعب مع نادي مازيا، قبل أن ينضم إلى نادي نيو راديانت في عام 2016. غادر نادي نيو راديانت إلى نادي فيكتوري في منتصف الموسم وفي وقت لاحق انضم إلى نادي جرين ستريتس في السنة التالية.

## الاحتراف
ممثل جزر المالديف في بطولة الشباب تحت 23 ولعب مع منتخب المالديف لكرة القدم لأول مرة ضد منتخب كمبوديا في كأس بانغاباندو 2016.

## روابط خارجية
- محمد سيف على موقع إي إس بي إن إف سي (الإنجليزية)
- محمد سيف على موقع قاعدة بيانات كرة القدم.إي يو (الإنجليزية)
- محمد سيف على موقع ناشيونال فوتبول تيمز (الإنجليزية)
- محمد سيف على موقع Soccerway.com (الإنجليزية)
- محمد سيف على موقع عالم كرة القدم.نت (الإنجليزية)